# Susan Moore
Susan Moore – miasto w Stanach Zjednoczonych, w stanie Alabama, w hrabstwie Blount.

## Demografia
W 2010 zamieszkiwało w nim nieco ponad 700 osób. W 2023 liczba mieszkańców wzrosła do 799 osób, a gęstość zaludnienia do 58,75 osoby/km².